# Pingtanön
Pingtanön (kinesiska: 平潭岛?, pinyin: Píngtán dǎo), även kallad Haitan Dao (kinesiska: 海坛岛; pinyin: Hǎitán dǎo) är belägen i häradet Pingtan i östra centrala delen av provinsen Fujian i Folkrepubliken Kina. Den är den största ön i Fujian och den femte största ön i Kina.

## Geografi
Pingtanön ligger tvärs över staden Fuqing i Haitansundet.

## Världsarvsstatus
Den 29 november 2001 sattes ön upp på Kinas tentativa världsarvslista.

## Ekonomi
Öns ekonomi vilar på turism. Den första större bron över Haitansundet blev klar i november 2010 och kopplar samman ön med Fuqing på fastlandet. Den är 4 976 meter lång och kostade 1,4 miljarder renminbi att bygga.